# Hans Henrik Andreasen
Hans Henrik Andreasen (* 10. Januar 1979 in Ringkøbing) ist ein ehemaliger dänischer Fußballspieler auf der Position des Mittelfeldspielers und Fußballtrainer.

## Karriere
Der in Ringkøbing geborene Andreasen spielte in seiner Jugend bei zwei Vereinen aus der heutigen Varde Kommune, zunächst bei Janderup BS und anschließend bei Varde IF. Seine Profikarriere begann der 1,83 m große Rechtsfuß im Alter von 20 Jahren im Januar 1999 beim damaligen Zweitligisten Esbjerg fB aus dem nahe gelegenen Esbjerg. Hier spielte er zunächst ein halbes Jahr in der Viasat Sport Division und stieg am Saisonende mit dem Verein in die dänische Superliga, die erste Liga, auf. Die Mannschaft stieg zwar nach nur einem Jahr wieder in die zweite Liga ab, konnte dort aber in der folgenden Saison die Meisterschaft und damit den sofortigen Wiederaufstieg erreichen. Im Anschluss gelang es Andreasen mit dem Verein, diesen in der Superliga zu etablieren und sogar bis in den UEFA-Pokal zu führen, wo man 2003 nach zwei Kantersiegen in der Qualifikation gegen den FC Santa Coloma (5:0/4:1) jedoch bereits in der ersten Runde nach zwei Spielen gegen Spartak Moskau (0:2/1:1) wieder ausschied. Insgesamt kam Andreasen bei Esbjerg in sechs Jahren auf 187 Liga-Einsätze, in denen er 25 Tore erzielte; in dieser Zeit kam er darüber hinaus auch für dänische Juniorennationalmannschaften in insgesamt elf Partien zum Einsatz.
Im Sommer 2005 wechselte Andreasen nach Deutschland zur SpVgg Greuther Fürth, die in der 2. Bundesliga spielte. Bei den Kleeblättern wurde er auf Anhieb zum Führungsspieler und Leistungsträger, ehe er nach einer Schulterverletzung in ein Formtief fiel. Auch in seinem zweiten Jahr konnte er größtenteils nicht mehr an seine alte Form anknüpfen, erst gegen Saisonende machte sich ein Aufwärtstrend bemerkbar – erzielte er in seinem ersten Jahr in Fürth noch fünf Tore in 24 Spielen, so war es in seiner zweiten Saison nur noch ein Tor in 25 Einsätzen; sein Vertrag bei den Franken wurde Anfang Mai 2007 dennoch um ein Jahr verlängert.
Diesen erfüllte er jedoch nur noch knapp zwei weitere Monate, ehe Andreasen Ende Juni 2007 nach Dänemark zurückkehrte und sich dem Erstligisten Odense BK anschloss. Dort wurde er ebenfalls Stammspieler und konnte mit dem Verein in seiner ersten Saison die Vizemeisterschaft erreichen, dieser Erfolg konnte in der folgenden Saison wiederholt werden. Regelmäßig nahm er mit der Mannschaft in den folgenden Jahren an der UEFA Europa League, Nachfolgewettbewerb des UEFA-Pokals, teil, 2011 sogar an der Qualifikation zur UEFA Champions League. Sein erfolgreichstes Jahr bei OB bestritt er in der Saison 2010/11, als er in 32 Spielen zwölf Tore selbst erzielte und seinen Mitspielern zusätzlich sechs Torvorlagen gab. Außerdem debütierte Andreasen in dieser Saison unter Nationaltrainer Morten Olsen in der dänischen Nationalmannschaft, als er am 17. November 2010 im Freundschaftsspiel gegen Tschechien (0:0) in der 62. Spielminute für Thomas Kahlenberg eingewechselt wurde. Dieser Einsatz blieb jedoch sein einziger für die Nationalmannschaft.
In der folgenden Saison 2011/12 kam Andreasen verletzungsbedingt nur noch auf 25 Einsätze mit fünf Toren. In der Vorrunde der nächsten Saison 2012/13 kam er gar über den Status eines Einwechselspielers kaum heraus, in 18 Einsätzen spielte er lediglich sechs Mal von Beginn an. So verließ er den Verein nach fünfeinhalb Jahren im Winter 2013 und kehrte zu Esbjerg fB zurück, wo er sich in der Rückrunde erneut einen Stammplatz sichern konnte. Ab 2016 spielte er für Hobro IK und Ringkøbing IF, bevor er zum Jahresende 2017 seine Laufbahn beendete.